# Josef Weninger
Josef Weninger (* 15. Mai 1886 in Salzburg, Österreich-Ungarn; † 28. März 1959 in Wien) war ein österreichischer Anthropologe und Hochschullehrer.

## Leben
Josef Weninger studierte bei Rudolf Pöch an der Universität Wien und habilitierte sich über afrikanische Kriegsgefangene des Ersten Weltkriegs. Als Nachfolger von Otto Reche leitete er seit 1927 bis zum Anschluss Österreichs an den NS-Staat (1938) das Anthropologische Institut der Universität Wien, seit November 1927 als außerordentlicher und seit Dezember 1934 als ordentlicher Professor für Anthropologie. Zudem wirkte er als anthropologischer Fachberater der Wiener Polizei. Er gilt als Begründer einer Wiener anthropologischen Schule, die einen vergleichenden, morphologischen Begriff der „Menschenrassen“ verfolgte. So legte er nur für die Nase 30 äußere Merkmale zur Bestimmung fest. Seit 1925 war er Mitherausgeber der „Zeitschrift für Rassenkunde“ sowie „Volk und Rasse“. Im Jahr 1938 musste er seinen Lehrstuhl aufgeben, weil seine Ehefrau und Mitarbeiterin in der erbbiologischen Arbeitsgemeinschaft am Institut Margarete Weninger, ebenfalls Anthropologin, Jüdin war. Ihre Mutter sollte 1941 aus Wien deportiert werden, wurde allerdings vom Anthropologen und SS-Hauptsturmführer Viktor Christian (1885–1963) geschützt. Weninger war zuvor Christians Förderer gewesen, weshalb dieser ihn jetzt schützte und erwirkte, dass das Wissenschaftsministerium Weninger die Auswertung der anthropologischen Erhebungen aus den Kriegsgefangenenlagern übertrug. Im Besetzten Nachkriegsösterreich hatte Weninger bis zu seiner Emeritierung im Jahr 1955 wieder die Leitung des Anthropologischen Instituts inne. Mit seiner Ehefrau setzte er die klassische Tradition der Morphologie fort. 1948 wurde er zum Ordinarius der philosophischen Fakultät ernannt. Margarete Weninger wurde 1948 dort Privatdozentin. Ein Doktorand war Egon Reuer. Weninger wurde am Gersthofer Friedhof bestattet.

## Mitgliedschaften
- Wirkliches Mitglied der Österreichischen Akademie der Wissenschaften
- Altpräsident der Anthropologischen Gesellschaft in Wien
- Deutschen Gesellschaft für Anthropologie
- Wiener Prähistorische Gesellschaft
- Ehrenpräsident des Vereins für Volkskunde in Wien

## Schriften (Auswahl)
- Die physisch-anthropologischen Merkmale der vorderasiatischen Rasse und ihre geographische Verbreitung. In: Mitteilungen der Geographischen Gesellschaft. Band 63. Wien 1920, S. 13–37 (eingeschränkte Vorschau in der Google-Buchsuche).
- Eine morphologisch-anthropologische Studie : durchgeführt an 100 westafrikanischen Negern als Beitrag zur Anthropologie von Afrika. R. Pöchs Nachlass, Wien 1927 [= Wiener Habilitation]
- Rassenkundliche Untersuchungen an Albanern : ein Beitrag zum Problem der dinarischen Rasse, Wien 1934.
- Die anthropologischen Methoden der menschlichen Erbforschung. In: Just (Hrsg.): Handbuch der Erbbiologie des Menschen. 1940.
- Über das stammesgeschichtliche Alter weiblicher Konstitutionsformen. In: Wiener klinische Wochenschrift. 59. Jg., Nr. 19, 1949.[11]
- Gigantische Zahn- und Kiefergrößen von fossilen Hominiden aus Java und Südchina. In: Zeitschrift für Stomatologie. 45. Jg., Nr. 1, 1949.[11]
- mit Margarete Weninger: Anthropologische Beobachtungen an Georgiern (Transkaukasien). R. Pöchs Nachlass, Wien 1959.[12]